# ウィングウェーヴ
株式会社ウィングウェーヴは、かつて存在した日本の芸能事務所。主に声優、ナレーターのマネージメントを行っていた。

## 概要
かつてオフィスCHKに所属していた声優の大羽武士が代表を務め、2018年11月1日より開業。大羽とともにオフィスCHKから移籍した声優が複数名在籍していた。
付属養成所を構えており、専門学校やその他養成機関で1年以上の経験がある人物が入所対象となっていた。
日本俳優連合に加盟していた。
2024年11月30日をもって営業を終了し解散することがホームページ及び事務所SNS、代表のSNSにて発表された。